# Damian Slater
Andrew Baggio (Adelaide, 14 giugno 1987) è un wrestler australiano che lotta in diversi circuiti indipendenti con il ringname Damian Slater.

## Biografia

### WWE

#### Cruiserweight Classic (2016)
Slater ha partecipato al torneo del Cruiserweight Classic indetto dalla WWE. Nei sedicesimi di finale del 13 giugno Slater è stato eliminato da Tajiri. Il torneo, alla fine, è stato vinto da T.J. Perkins, il quale è stato premiato con il WWE Cruiserweight Championship.

## Personaggio

### Mosse finali
- Slatality (Inverted Michinoku Driver)
- Crane kick

### Soprannomi
- "The World-Beater"
- "The Golden Boy"

### Musiche d'ingresso
- "Catch the Sun" di Danny Farrant e Paul Rawson

## Titoli e riconoscimenti
- Explosive Professional Wrestling
  - EPW Championship (1)
  - Invitational Tournament (2014)
- Australian Wrestling Allstars
  - AWA Middleweight Championship (1)
- Warzone Wrestling
  - Warzone Heavyweight Championship (1)
- Joint Promotions Wrestling
  - Lightweight Championship (1)
- Pro Wrestling Illustrated
  - 343º tra i 500 migliori wrestler singoli secondo PWI 500 (2009)
- Wrestle Rampage
  - WR Australian National Championship (2)